# Thomas Coutts
Thomas Coutts (7 septembre 1735 - 24 février 1822) est un banquier britannique. Il est le fondateur de la maison bancaire Coutts & Co.

## Jeunesse
Coutts est le quatrième fils de Jean Steuart et de John Coutts (1699-1751), dont les affaires à Édimbourg portent sur le négoce de blé et les lettres de change. En 1742 il est élu lord prévôt de la ville. La famille est originaire de Montrose, mais vers 1696, l'un de ses membres s'installe à Édimbourg, où Thomas fait ses études à la Royal High School.

## Carrière
Peu de temps après la mort de John Coutts, l'entreprise est divisée en deux succursales, l'une se poursuivant à Édimbourg, l'autre à Londres. Les affaires bancaires de Londres sont entre les mains de Thomas et de son frère James (en). Après la mort de son frère en 1778, en tant qu'associé survivant, Thomas devient seul chef de l'entreprise, et c'est sous sa direction que la maison bancaire se développe et il devient très riche. Gentilhomme de manières, hospitalier et bienveillant, il compte parmi ses amis quelques-uns des hommes de lettres et des comédiens de son temps.

## Vie privée
En mai 1763 , il épouse Susannah Starkey (diversement signalé comme Elizabeth,  Betty, ou Susan) une jeune femme aux origines modestes. Elle s'occupe de la fille de son frère James. Ils semblent avoir eu un mariage heureux et ont trois filles :
- Susan Coutts (c. 1765 -1837), qui épouse en 1796 George North (3e comte de Guilford)[5]
- Frances Coutts (1773-1832) [6], qui en 1800 épouse John Stuart (1er marquis de Bute)[7]
- Sophia Coutts (1775-1844), qui épouse en 1793 Francis Burdett, 5e baronnet, un « défenseur zélé et courageux de la réforme qui est plus d'une fois emprisonné pour ses opinions radicales »[8].

La première épouse de Coutts meurt le 4 janvier 1815. Le 18 janvier, Coutts épouse Harriet Mellon, une actrice populaire. Elle a 37 ans et lui 79 ans.
Il meurt à Londres le 24 février 1822, laissant toute sa fortune à sa veuve. En 1827, elle se remarie avec William Beauclerk (9e duc de Saint-Albans), de 23 ans son cadet. Elle meurt dix ans plus tard, léguant ses biens à la petite-fille de Thomas, sa belle-petite-fille Angela, la plus jeune fille de Francis Burdett. Angela prend ensuite le nom et les armes supplémentaires de Coutts. En 1871, Angela est créée baronne Burdett-Coutts.
Le HCS Thomas Coutts, un navire marchand de la Compagnie britannique des Indes orientales actif d'au moins 1826 à 1839, est nommé en l'honneur de Coutts.